# Dakota Meyer

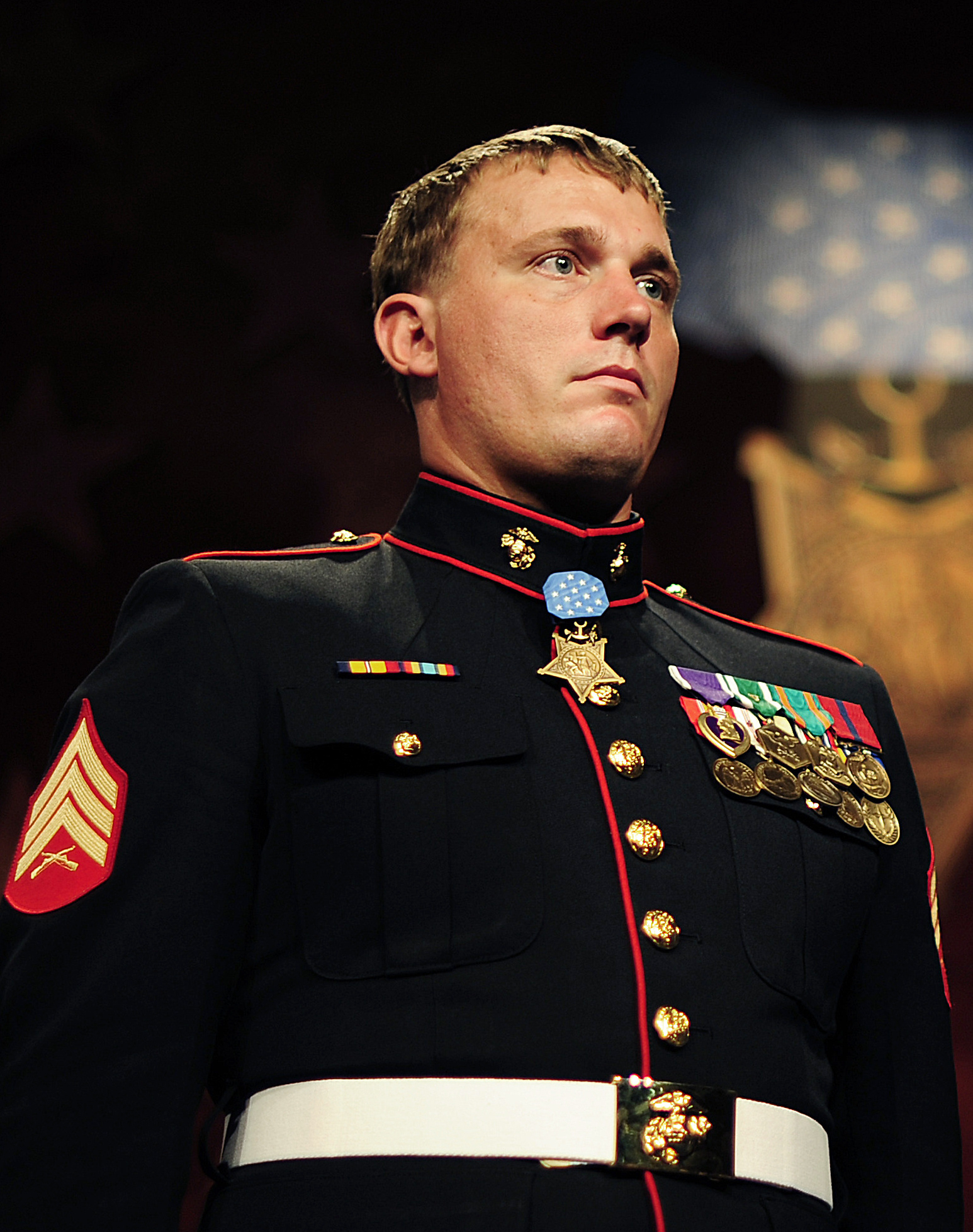
Dakota Meyer (2011)

Dakota L. Meyer (* 26. Juni 1988 in Columbia, Kentucky) ist ein US-amerikanischer Kriegsveteran. Er ist ehemaliger Sergeant des United States Marine Corps. Meyer erhielt nationale Aufmerksamkeit für seine Aktionen während seines zweiten Einsatzes in der Provinz Kunar in Afghanistan mit dem Embedded Training Team 2-8. Er ist der dritte lebende Empfänger der Medal of Honor seit dem Vietnamkrieg und war 2011 der erste Marineinfanterist seit 38 Jahren, der diese Auszeichnung verliehen bekam.

## Herkunft, Ausbildung und Militäreinsätze
Meyer wuchs in Columbia auf. 2006, nach dem Abschluss der Green County Highschool, trat er dem US Marine Corps bei. Nach Abschluss der Ausbildung im Marine Corps Recruit Depot Parris Island wurde er im irakischen Falludscha als Scout Sniper des 3rd Battalion 3rd Marines eingesetzt.
Daraufhin wurde er mehrfach in Afghanistan eingesetzt. Bei seinem zweiten Einsatz erfuhr Meyer am 8. September 2009 in der Nähe des Dorfes Ganjgal, dass drei US-Marines und ein Navy-Hospital Corpsman zusammen mit afghanischen Soldaten in einen Hinterhalt der Taliban geraten waren. Meyer fand schließlich alle vier tot und ihrer Waffen, Schutzwesten und Funkgeräte beraubt vor. Mit Hilfe einiger afghanischer Soldaten zog er die Leichen in einen sichereren Bereich, in dem sie bleiben konnten. Während seiner weiteren Suche brachte Meyer 12 verletzte und 24 unverletzte Marines und Soldaten, die wahrscheinlich durch die zahlenmäßig überlegenen und entschlossenen Taliban getötet worden wären, in Sicherheit. Bei dieser Evakuierung wurde Meyer selbst verletzt. Meyer führte die Aktion durch, nachdem ihm mehrmals befohlen worden war, sie nicht durchzuführen.

## Medal of Honor

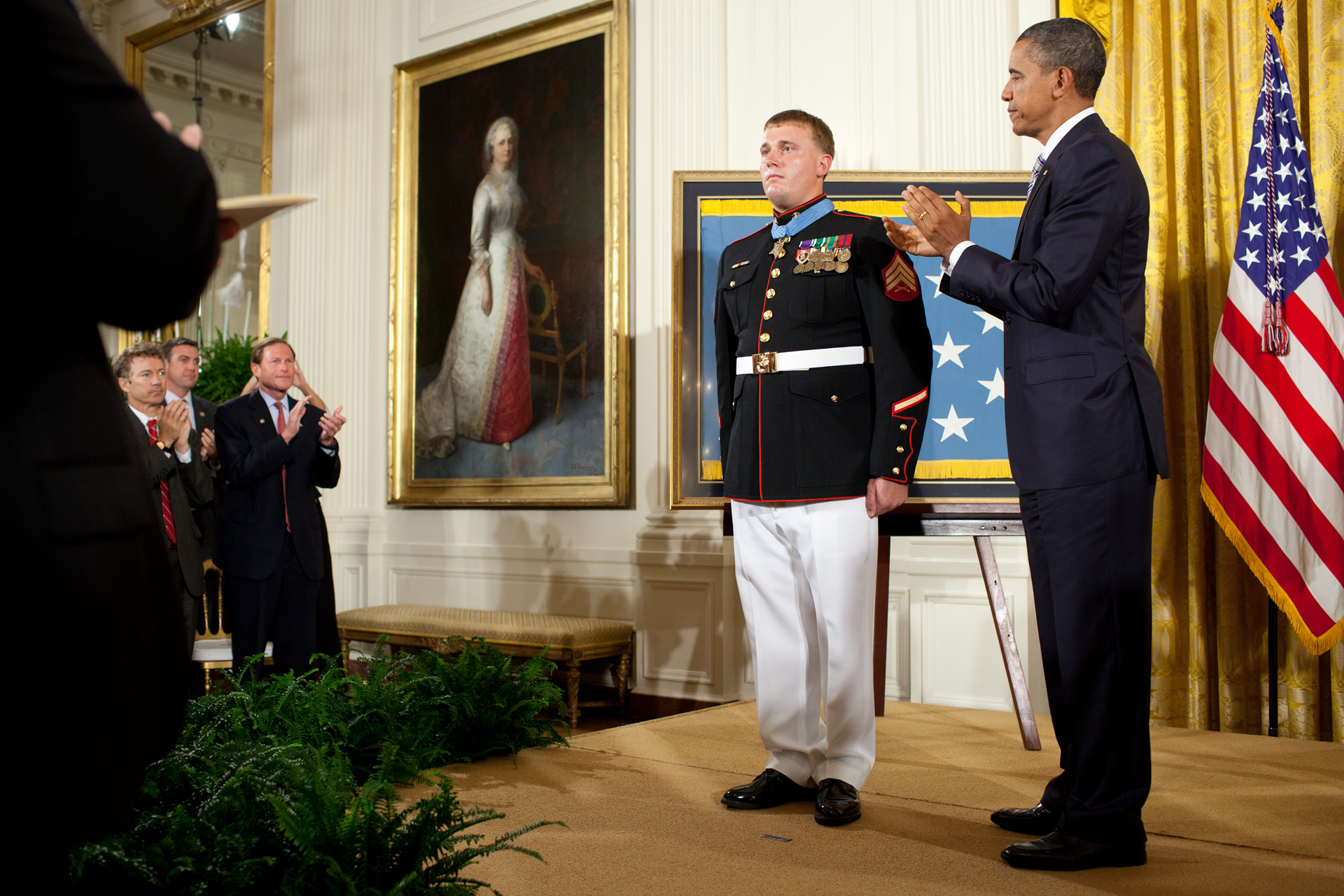
Meyer mit Barack Obama bei der Verleihung der Medal of Honor

Am 6. November 2010 gab der Commandant of the Marine Corps, General James F. Amos, bekannt, dass ein lebender Marine für die Medal of Honor, den höchsten militärischen Orden der Vereinigten Staaten, nominiert wurde. Die unabhängige Zeitung Marine Corps Times machte zwei Tage später bekannt, dass die Auszeichnung an Meyer gehen solle. Am 15. September 2011 wurde Meyer im Weißen Haus in Washington, D.C. die Auszeichnung verliehen.

## Späteres Leben
Nach Ausscheiden aus dem aktiven Dienst gehört Dakota Meyer der Reserve an. Ein Verfahren, das er gegen seinen früheren Arbeitgeber BAE Systems wegen ungerechtfertigter Entlassung angestrengt hatte, wurde 2011 außergerichtlich beigelegt.
Am 23. Mai 2016 heiratete er Bristol Palin, die Tochter der ehemaligen US-Vizepräsidentschaftskandidatin Sarah Palin. Sie haben zwei Kinder zusammen, am 1. August 2018 wurde die Scheidung bestätigt.

## Auszeichnungen
Auswahl, sortiert entsprechend der Order of Precedence of Military Awards:
- Medal of Honor
- Purple Heart
- Navy & Marine Corps Commendation Medal
- Navy & Marine Corps Achievement Medal
- National Defense Service Medal
- Afghanistan Campaign Medal (3 x)
- Iraq Campaign Medal (2 x)
- Global War on Terrorism Service Medal